# Поповецька сільська рада (Волочиський район)
Попове́цька сільська́ ра́да — адміністративно-територіальна одиниця та орган місцевого самоврядування в Волочиському районі Хмельницької області. Адміністративний центр — село Попівці.

## Загальні відомості
- Територія ради: 37,66 км²
- Населення ради: 898 осіб (станом на 2001 рік)
- Територією ради протікає річка Бужок

## Населені пункти
Сільській раді підпорядковані населені пункти:
- с. Попівці
- с. Великі Жеребки
- с. Лісове
- с. Червоний Кут

## Склад ради
Рада складається з 12 депутатів та голови.
- Голова ради: Ковальчук Лариса Анатолівна
- Секретар ради: Задоянюк Тетяна Іванівна

### Керівний склад попередніх скликань
| Прізвище, ім'я, по батькові       | Основні відомості                                                               | Дата обрання | Дата звільнення |
| --------------------------------- | ------------------------------------------------------------------------------- | ------------ | --------------- |
| Райтаровський Григорій Васильович | Сільський голова, 1973 року народження, член Народної партії                    | 26.03.2006   | 23.04.2008      |
| Чернюк Галина Орестівна           | Сільський голова, 1956 року народження, освіта середня спеціальна, позапартійна | 30.11.2008   | 31.10.2010      |
| Чернюк Галина Орестівна           | Сільський голова, 1956 року народження, освіта середня спеціальна, позапартійна | 31.10.2010   | 28.03.2014      |
| Ковальчук Лариса Анатолівна       | Сільський голова, 1965 року народження, освіта вища, позапартійна               | 26.10.2014   |                 |

Примітка: таблиця складена за даними сайту Верховної Ради України

### Депутати
За результатами місцевих виборів 2010 року депутатами ради стали:

#### За суб'єктами висування
| Суб'єкт висування | Кількість обраних депутатів | %  |
| ----------------- | --------------------------- | -- |
| Самовисування     | 9                           | 75 |
| Народна партія    | 3                           | 25 |

#### За округами
| № округу       | Прізвище, ім'я, по батькові        | Дата визнання обраним | Освіта             | Партійна приналежність | Відомості про обраного депутата                      |
| -------------- | ---------------------------------- | --------------------- | ------------------ | ---------------------- | ---------------------------------------------------- |
| Народна Партія |                                    |                       |                    |                        |                                                      |
| 1              | Чабан Ольга Броніславівна          | 04.11.2010            | середня спеціальна | позапартійна           | Хмельницька маслосирбаза, збірник молока             |
| 3              | Баб'як Руслана Михайлівна          | 04.11.2010            | середня            | позапартійна           | с. Попівці, фельдшерсько-акушерський пункт, фельдшер |
| 4              | Нагорний Василь Олексійович        | 04.11.2010            | середня            | позапартійний          | пенсіонер                                            |
| Самовисування  |                                    |                       |                    |                        |                                                      |
| 2              | Кух Інна Анатоліївна               | 15.05.2011            | вища               | позапартійна           | Поповецька сільська рада, бухгалтер                  |
| 5              | Ковальчук Мирослав Володимирович   | 04.11.2010            | вища               | позапартійний          | ПП «Агрокомпанія −2004», землевпорядник              |
| 6              | Задоянюк Тетяна Іванівна           | 04.11.2010            | середня            | позапартійна           | Поповецька сільська рада, секретар                   |
| 7              | Райтаровська Людмила Володимирівна | 04.11.2010            | вища               | позапартійна           | Поповецька школа, директор                           |
| 8              | Кліщ Юрій Олексійович              | 04.11.2010            | вища               | позапартійний          | СТОВ «Шевченка», агроном                             |
| 9              | Лабенська Світлана Петрівна        | 04.11.2010            | вища               | позапартійна           | Шмирківська школа, вчитель                           |
| 10             | Момот Людмила Федорівна            | 04.11.2010            | вища               | позапартійна           | Бібліотека с. В.Жеребки, бібліотекар                 |
| 11             | Кочмарська Наталія Іванівна        | 04.11.2010            | середня            | позапартійна           | Хмельницька маслосирбаза, збірник молока             |
| 12             | Кліщ Віра Петрівна                 | 04.11.2010            | середня            | позапартійна           | СТОВ «Шевченка», фуражир                             |